# 364 a.C.

## Eventos
- 104a olimpíada: Fócides de Atenas, vencedor do pále. Estes jogos foram organizados pelos cidadãos de Pisa.[1]
- Caio Sulpício Pético e Caio Licínio Calvo, cônsules romanos.[2][3]
- Timócrates, arconte de Atenas.[4][5]
- Epaminondas aconselha aos tebanos que se tornem senhores dos mares.[6][4]
- Pelópidas se junta aos tessálios e derrota Alexandre de Feras, porém morre na batalha.[Nota 1] Alexandre é forçado a deixar as outras cidades, ficando apenas com Feras.[6]

## Mortes
- Pelópidas, em batalha contra Alexandre de Feras.[6]